# Маргарита (виконтесса Беарна)
Маргарита де Монкада (фр. Marguerite de Montcade) или Маргарита Беарнская (фр. Marguerite de Béarn; ок. 1245/1250 — 1319) — виконтесса Беарна с 1290, виконтесса Габардана в 1309—1313, виконтесса Марсана в 1310—1313, дама де Монкада и баронесса Кастельви-де-Росанес с 1310, 2-я дочь виконта Беарна Гастона VII и виконтессы Марсана Маты де Мата.

## Биография
Маргарита родилась между 1245 и 1250 годами. Её отец, виконт Беарна Гастон VII, был одним из самых могущественных феодалов в Гаскони. Её мать, Мата, после смерти в 1251 году графини Бигорра Петронеллы унаследовала виконтство Марсан, а также права на Бигорр, спор из-за наследования которого периодически возникал.
3 октября 1252 года в Лераке был подписан брачный договор, по которому малолетняя Маргарита, которой к тому моменту было не больше 7 лет, была выдана замуж за Роже Бернара де Фуа, сына и наследника графа Фуа Роже IV, ставшего после его смерти графом под именем Роже Бернар III. Брак состоялся в 1257 году.
В 1282 году умер граф Бигорра Эскива де Шабан. Детей он не оставил, его брат умер бездетным ещё раньше. По завещанию Бигорр должен был достаться его сестре Лоре, жене виконта Раймунда V. Однако на Бигорр снова предъявил претензии виконт Беарна Гастон VII. Вместе с дочерью Констанцией, старшей сестрой Маргариты он отправился в Тарб, где созвал знать и объявил о том, что законной наследницей графства является Констанция как дочь Маты и внучка графини Петронеллы. В результате собрание знати признало графиней Констанцию, отменив часть пунктов завещания Эскивы, но признав права Лауры на виконтство Кузеран и сеньории Шабанне и Конфолан. 1 сентября 1283 года бароны графства принесли оммаж Констанции, признав её графиней.
Не имея возможности удержать Бигорр своими силами, Лора обратилась к сенешалю Гаскони Жану I де Грайи, потребовав, чтобы король Англии взял графство под своё управление до вынесения решение по нему. Сенешаль не рискнул выносить решение самостоятельно и сообщил обо всём королю Эдуарду I. Желая лично отстаивать свои права, Констанция совершила ошибку. Она лично отправилась в Англию, где король сослался на то, что в своё время епископ Пюи передал королю Генриху III свои права на Бигорр, на основании чего постановил, что графство принадлежит именно королю Англии. Констанция была вынуждена согласиться с этим, после чего король приказал Жану де Грайи занять Бигорр от его имени. Гастон, который прибыл в Тарб раньше сенешаля, снова собрал знать, объявив о том, что они теперь должны повиноваться королю Англии. Но при этом подтвердил и о правах дочери.
Однако на этом спор не закончился. Лора де Шабан и не думала отказываться от своих прав. Свои претензии на графство выдвинули также Матильда де Куртене, дочь графини Петронеллы от второго брака, Гильом де Ла Рош-Тессон, сын Перронеллы де Монфор, средней дочери графини Петронеллы, и Мата, третья дочь Гастона. Констанция утверждала, что брак графини Петронеллы с Ги II де Монфором, от которого родились Алиса де Монфор, мать Лоры, и Перронелла де Монфор, был незаконным, поскольку был заключён при жизни её второго мужа. Её сестра Мата ссылалась на гасконские законы, по которым в случае отсутствие сыновей наследство должно было разделяться между дочерьми. Лора ссылалась на завещание покойного брата. А Гильом требовал часть земель в качестве наследства своей матери. Споры длились долго, что было на руку королю Англии. Не выдержав этого, бездетная Констанция уступила свои права на Бигорр сестре Маргарите, жене графа Роже Бернара III де Фуа.
Позже Парижский парламент аннулировал передачу прав на Бигорр королю Англии церковью Пюи, после чего Бигорром два года управляла Констанция. А затем в спор вмешалась королева Франции Жанна Наваррская. Её отцу права на Бигорр передал Симон де Монфор, граф Лестер. На этом основании она предъявила права на Бигорр. Несмотря на то, что собрание бигоррской знати 9 октября 1292 года в замке Семак подтвердило права Констанции, парламент поддержал жену короля Франции — было принято решение о том, что графство переходит под управление короля Франции Филиппа IV Красивого, мужа Жанны. Все попытки графа Фуа отстоять права сестры жены ни к чему не привели, графство было присоединено к королевскому домену.
В 1290 году умер Гастон Беарнский. Ещё в 1286 году он, убедившись в том, что Констанция, старшая сестра Маргариты, останется бездетной, принял решение завещать следующей по старшинству дочери, Маргарите, Беарн, причём в завещании Гастона было оговорено, что Беарн должен быть объединён с графством Фуа. Габардан, Брюлуа и испанские владения, которые он ранее намеревался оставить Маргарите, были у неё изъяты. Это решение подписали 3 дочери Гастона — Констанция, Маргарита и Гильеме. Ещё одна дочь, Мата, которая была замужем за графом Арманьяка Жеро VI, подписи не поставила, однако позже обещала исполнить желание отца. Перед смертью Гастон подтвердил свои намерения по наследству. Маргарите и её мужу достался Беарн, Мате — Габардан, Брюлуа и Озан, Гильеме — владения в Каталонии, включая сеньорию Монкада и баронство Кастельви-де-Росанес. Маргарита продолжала управлять наследством матери, также в её пожизненном управлении находились некоторые владения, завещанные сёстрам. Однако Мата отказалась признать завещание, обвинив Маргариту и её мужа в фальсификации. В результате спор за наследство Гастона перерос в войну между графами Фуа и Арманьяка.
Спор попытался уладить король Франции Филипп IV. Во время пребывания в Лангедоке, он вызвал Констанцию, Маргариту и Роже Бернара III де Фуа, представлявших одну сторону, Мату и её сына, графа Бернара VI д’Арманьяк, представлявших другую сторону. В итоге король решил, что Мата должна владеть виконтствами Габардан и Брюлуа, а также местностью Капсью, а на наследство других сестёр претендовать не должна, за исключением Гильемы, если она не оставит законнорождённых детей. Граф Арманьяка не рискнул спорить с королём, однако позже ссора с графами Фуа возобновилась с новой силой и продолжалась почти до конца XIV века, иногда на время затихая из-за малолетства наследников.
Роже Бернар, муж Маргариты, умер в 1302 году, после чего его владения унаследовал их сын Гастон I — первоначально под регентством матери.
В 1309 году умерла Гильема, сестра Маргариты. Она завещала свои владения виконту Фезансаге Гастону. Недовольные этим, Маргарита с сыном Гастоном заключили 7 сентября 1310 года с Гастоном де Фезансаге соглашение, по которому в обмен на Кастельвьевель тому передавался Капсью и денежная рента, обещая через 3 года обменять Габардан на Капсью. На этом условии король Филипп оставил Габардан за графом Фуа. Однако в итоге Гастон де Фуа отказался передавать Капсью, после чего Гастон де Фезанскаге обратился с жалобой к королю Филиппу, который в июне 1311 года заставил Гастона де Фуа выполнить соглашение. Однако Габардан так и остался предметом спора между домами графов Фуа и Арманьяк.
26 апреля 1310 года умерла Констанция де Монкада, сестра Маргариты. Незадолго до смерти, 10 апреля 1310 года Констанция, опасаясь спора из-за своего наследства, в Мон-де-Марсане передала свои владения Маргарите Беарнской, которую любила больше других сестер. Согласно завещанию, в них входили виконтство Марсан с замками Рокфор, Вильнёв, Ренюн и Сен-Жюстен, всё, чем она владела в Эре и Беарне, и замки Понтак, Эгон, Ассон и Моне в виконтстве Монтанер.
Около 1312 года разгорелся конфликт между Маргаритой и её сыном. Гастон потребовал от матери передать ему Беарн, обвинив её в том, что она плохо управляла владениями во время его малолетства и произвела ряд незаконных дарений. Однако знать Беарна поднялась на защиту Маргариты. В итоге 21 сентября 1312 года Гастон признал, что он был не прав и заключил мир с Маргаритой. А в 1313 году Маргарита решила передать Гастону Габардан и Марсан, сохранив под своим непосредственным управлением только Беарн. 10 мая она подписала в Понтаке акт о передаче, 27 июня утвердила его в Понтуазе в присутствии королей Франции и Англии.
В 1315 году умер Гастон I, сын Маргариты. Его дети, Гастон II, который должен был унаследовать Фуа и Беарн, и Роже Бернар III, которому доставался Кастельбон, были ещё малы. Маргарита попыталась добиться, чтобы её назначили регентом, однако король Франции назначил управлять владениями Гастона и Роже Бернара их мать, Жанну д’Артуа, вдову Гастона I.
Маргарита умерла в 1319 году. Согласно её завещанию, датированного 20 мая 1319 года, Беарн, Марсан и Габардан унаследовал её старший внук Гастон II де Фуа, а сеньорию Монкада и баронство Кастельви-де-Росанес — его младший брат Роже Бернар III. Третий брат, Роберт де Фуа, которому по завещанию отца была назначена духовная карьера, она завещала доходы с Габардана, пока тот не будет иметь ренту в десять тысяч ливров с церковных бенефиций. Похоронили её в монастыре Бэйрие рядом с матерью.

## Брак и дети
Муж: с 3 октября 1252 (Лерак, брачный договор)Роже Бернар III (ок. 1240—1302), граф де Фуа с 1265, виконт де Кастельбон и де Сердань с 1260, сеньор Андорры 1260—1278, князь-соправитель Андорры с 1278
- Констанция (ум. после 8 сентября 1332); муж: с 10 февраля 1297 Жан I де Леви (ум. 21 февраля 1319), сеньор де Мирпуа и де Леви
- Мата; муж: с 31 октября 1294 Бернар IV (ум. после 1326), граф д'Астарак
- Маргарита (ум. 1304); муж: с 30 ноября 1291 Бернар Журден III де Л'Иль-Журден (ум. 1340), сеньор де Л’Иль-Журден
- Брунисельда (ум. до 21 ноября 1324); муж: с 1298 Эли VII де Таллейран (ум. 1316), граф де Перигор
- Гастон I (1287 — 13 декабря 1315), граф де Фуа и виконт де Беарн с 1302